# Psyrassa angelicae
Psyrassa angelicae là một loài bọ cánh cứng trong họ Cerambycidae.